# Žíka
Žíka (německy Schika) je malá vesnice, část obce Trusnov v okrese Pardubice. Nachází se asi 1,5 km na jihovýchod od Trusnova. V roce 2009 zde bylo evidováno 13 adres. V roce 2001 zde trvale žilo 20 obyvatel.
Žíka leží v katastrálním území Trusnov o výměře 7,86 km2.